# António Leal Moreira
Pour les articles homonymes, voir Moreira.
António Leal Moreira, né le 30 juin 1758 à Abrantes et mort le 26 novembre 1819 à Lisbonne, est un compositeur et organiste portugais de la période classique. Il a composé un grand nombre d'opéras, dont la plupart ont été créés à Lisbonne ; une grande partie du reste de sa production est constituée d'œuvres sacrées, bien qu'il ait également composé une poignée de symphonies. L'une d'elles, la Sinfonia para a Real Basílica de Mafra (Symphonie pour une basilique royale de Mafra), est une symphonie d'orgue composée spécifiquement pour les 6 orgues de la basilique du palais national de Mafra. 

## Biographie
Né à Abrantes au Portugal, António Leal Moreira entre le 30 juin 1766 au séminaire patriarcal de Lisbonne, où il est élève de João de Sousa Carvalho. En 1775, il devient assistant de son professeur et organiste. En 1787, il est nommé maître de chapelle. Le 19 mai 1777, il a exécuté sa première œuvre sacrée, la messe du Saint-Esprit, qui a été chantée lors de l'acclamation de la reine Maria Ire de Portugal. 
Le 8 août 1777, il est admis comme membre de l'union des musiciens de Lisbonne, la Confrérie de Sainte Cécile. La majeure partie de sa musique sacrée a été composée pour la chapelle royale et à partir de 1782, il a commencé à écrire des sérénades, qui ont été jouées dans les palais de Queluz et d'Ajuda. 
En 1790, il est nommé directeur musical du théâtre de la rue des Comtes, qui présente des opéras italiens. Trois ans plus tard, au palais, le drame Il Natale Augusto est créé à Lisbonne. La production a été soutenue par le financier Anselmo José da Cruz Sobral (pt). La mezzo-soprano portugaise Luísa Todi figure parmi les différents chanteurs. 
En 1793, Moreira devient le premier directeur musical du nouveau théâtre São Carlos, où son œuvre La Revanche des gitans (1794) est représentée. C'est une œuvre dont le texte est en portugais. En 1799, il quitte la direction du São Carlos et Marcos Portugal et Francesco Federici lui succèdent. L'année suivante, il contribue à la production du pastiche Il Disertore francese, qui a été mis en scène au Théâtre Carignano de Turin et La Scala de Milan.

## Considérations relatives aux artistes
Ses œuvres théâtrales et sacrées ont été fortement influencées par le style de Giovanni Paisiello et Domenico Cimarosa. Après António Teixeira, il a été le premier à composer de l'opéra en utilisant du texte écrit en portugais, bien que la plupart de ses œuvres soient en italien. 

## Compositions

### Opéra
- Bireno ed Olimpia (sérénade, livret de Gaetano Martinelli, 1782, Lisbonne)
- Siface et Sofonisba (drame pour musique chantée, livret de Gaetano Martinelli, 1783, Lisbonne)
- L'imenei of Delphi (drame lyrique allégorique, livret de Gaetano Martinelli, 1785, Lisbonne)
- Ascanio in Alba (drame pour musique chantée, livret de Claudio Nicola Stampa, 1785, Lisbonne)
- Artemisia, regina de Caria (drame pour musique chantée, livret de Gaetano Martinelli, 1787, Lisbonne)
- Gli eroi spartani (drame pour la musique, livret de Gaetano Martinelli, 1787, Lisbonne)
- Gli affetti du génie lusitanien (drame pour musique chantée, livret de Gaetano Martinelli, 1789, Lisbonne)
- Il puro omaggio (drame pour la musique, livret de Gaetano Martinelli, 1791, Lisbonne)
- Il natale augusto (drame pour la musique, livret de Gaetano Martinelli, 1793, Lisbonne)
- La saloia enamorada, ou Le remède est de se marier (farce, libreto de D. Caldas Barbosa, 1793, Lisbonne)
- La vengeance des gitans (drame joco-grave, livret de D. Caldas Barbosa, 1793, Lisbonne)
- L'eroina lusitana (drame pour la musique, livret de Gaetano Martinelli, 1795, Lisbonne)
- Musiche ne Il disertore francese (opéra-bouffe, 1800, Turin)
- Arie ne Il serraglio d'Osmano par Giuseppe Gazzaniga

### Autres travaux
- Ester (oratorio, livret de Gaetano Martinelli (en), 1786, Lisbonne)
- 5 votifs
- 4 messes
- 2 magnificats
- 11 respons
- Plusieurs psaumes
- Autres œuvres sacrées mineures
- Symphonie en ré majeur pour 2 orchestres (1793)
- Symphonie en sol majeur (1803)
- Symphonie en ré majeur (1805)
- Symphonie pour 6 orgues